# اوسیپ عبدولف
اوسیپ عبدولف (روسی: Осип Наумович Абдулов؛ ‏ ۱۶ نوامبر ۱۹۰۰ [O.S. ۳ نوامبر] – ۱۴ ژوئن ۱۹۵۳) بازیگر تئاتر، رادیو و سینما اهل امپراتوری روسیه بود.
از فیلم‌ها یا برنامه‌های تلویزیونی که وی در آن نقش داشته‌است می‌توان به جزیره گنج و تانیا اشاره کرد.
وی همچنین برندهٔ جوایزی همچون هنرمند مردمی جمهوری شوروی فدراتیو سوسیالیستی روسیه شده‌است.